# Waldir Filho
Waldir Jorge de Melo Filho (Lago da Pedra, 2 de setembro de 1965 – Imperatriz, 25 de março de 1996) foi um político brasileiro. Ele foi prefeito de Lago da Pedra (1989–1993) e deputado estadual (1995–1996). Irmão da prefeita Maura Jorge.

## Carreira política
Em 1988 foi eleito prefeito de Lago da Pedra. 
Elege-se deputado estadual em 1994 pelo PP. 